# Comité Européen de Normalisation Électrotechnique

Medlemsländer i CENELEC (augusti 2007).

Comité Européen de Normalisation Électrotechnique (CENELEC) är en europeisk kommitté som tar fram och fastställer europeisk standard på det elektrotekniska området.
Underlaget till de flesta av dessa kommer från IEC och utgörs alltså av internationell standard som på detta sätt också fastställs som europeisk standard. Endast cirka femton procent saknar bakgrund i IEC. Europeisk standard, EN, ges inte ut centralt av CENELEC utan tjänstgör som underlag för nationella standarder, som på det sättet blir likadana i de berörda länderna. Som exempel är den internationella standarden IEC 62023 fastställd som europeisk standard EN 62023 av CENELEC och som svensk standard SS-EN 62023 av SEK Svensk Elstandard; denna är därmed identisk med andra nationella standarder i de länder som har medlemmar i CENELEC, t.ex. den tyska DIN EN 62023 eller den italienska CEI EN 62023. 
CENELEC har haft en kommitté för komponentstandarder, CECC, Cenelec Electronic Components Committee.
Svensk medlem är SEK Svensk elstandard